# Ivan Kosov
Ivan Yevgenyevich Kosov (tiếng Nga: Иван Евгеньевич Косов; sinh ngày 6 tháng 8 năm 1999) là một cầu thủ bóng đá người Nga thi đấu cho FC Kolomna.

## Sự nghiệp câu lạc bộ
Anh có màn ra mắt tại Giải bóng đá chuyên nghiệp quốc gia Nga cho FC Kolomna vào ngày 11 tháng 5 năm 2016 trong trận đấu với FC Karelia Petrozavodsk.